# Torneträsk
Torneträsk (płn-lap. Duortnosjávri, fiń./meänkieli Torniojärvi) – jezioro polodowcowe w szwedzkiej Laponii, administracyjnie w gminie Kiruna w regionie Norrbotten. Ma 330 km² powierzchni, co czyni z niego szóste pod tym względem jezioro w Szwecji. Średnia głębokość jeziora wynosi 51 m, zaś maksymalna 168 m. Słowo träsk, oznaczające w literackim szwedzkim bagno, w regionie oznacza jezioro. 
Z Torneträsk wypływa rzeka Torne, zaś zasila je wiele rzek, strumieni i lodowców. Są to m.in. Kamajåkka, Válfojohka czy Abiskojåkka.